# 田口恵美子
田口 恵美子（たぐち えみこ、1951年4月1日 - ）は、日本のスピードスケート選手である。三ツ輪運輸（釧路市）勤務。
北海道中川郡池田町出身。20歳のときに行われた1972年札幌オリンピックでは1,000mと1,500mに出場、それぞれ15位と17位となった。